# Hitoriaruki
«Hitoriaruki» (ひとり歩き?   en español: «Caminando sola») es una canción compuesta por Kyohei Tsutsumi e interpretada en japonés por Junko Sakurada. Se lanzó como sencillo en 1975 mediante Victor Entertainment. La canción apareció en la película Supu-n ichi hai no shiawase, y fue publicada en un álbum del mismo nombre.

## Formatos
| Disco de vinilo 7" |                    |              |                 |          |  |
| N.º                | Título             | Letras       | Música          | Duración |  |
| 1.                 | «Hitoriaruki»      | Yū Aku       | Kyohei Tsutsumi | 2:45     |  |
| 2.                 | «Namida no iiwake» | Keiko Ochiai | Hiroshi Takada  | 3:27     |  |

## Historial de lanzamiento
| Región | Fecha | Formato            | Discográfica         | Ref.  |
| ------ | ----- | ------------------ | -------------------- | ----- |
| Japón  | 1975  | Disco de vinilo 7" | Victor Entertainment | [ 2 ] |